# Yorkshire
Yorkshire (angleško Yorkshire) je zgodovinska grofija v severnem delu Anglije in največja v Združenem kraljestvu Velike Britanije in Severne Irske Zaradi njene velikosti v primerjavi z drugimi angleškimi grofijami je precej nalog razdelila med svoje dele, v katere je bila razdeljena tekom let. Kljub tem spremembam je bila Yorkshiru vedno priznana pomembna kulturna in geografska vloga. Ime grofije je domače in dobro znano v vsem kraljestvu, redno se pojavlja tudi v medijih in vojski. Ime se pojavlja tudi v sedanjih nazivih enot civilne uprave, ko so Yorkshire and the Humber in West Yorkshire.  
V mejah zgodovinske grofije Yorkshire so območja, ki naj bi bila med najbolj zelenimi v Angliji. Zahvala za to gre širokim pasovom neokrnjene narave v območjih Yorkshire Dales in North York Moors, prav tako za varstvo narave skrbijo tudi mesta. Yorkshire včasih imenujejo tudi Deželo, kjer živi bog. V grbu Yorkshira je bela vrtnica angleške plemiške družine York. Najpogosteje so v grofiji uporabljali zastavo z belo vrtnico na temno modri podlagi. Po dolgih letih uporabe so 29. julija 2008 to zastavo razglasili za zastavo grofije. Yorkshirski dan, ki poteka vsakega 1. avgusta, je proslava kulture grofije Yorkshire, v katero sodijo tako spomin na zgodovinske dogodke kot Yorkshirsko narečje.